# Way Out West (banda de música eletrônica)
Way Out West é uma dupla inglesa de House progressivo formada em 1994 pelos produtores Nick Warren e Jody Wisternoff.
Ganharam destaque a partir de 1996 com o lançamento do single "The Gift", atingindo o topo das paradas no Reino Unido.
Na América Latina, já se apresentaram em alguns países, incluindo México, Brasil, e Argentina. Com um estilo atmosférico, são considerados um dos principais nomes do gênero progressivo, combinando influências de música eletrônica, rock e música clássica.
Way Out West também teve algumas de suas faixas trabalhadas pelos produtores Hernan Cattáneo, e Gui Boratto. Algumas de suas faixas também já apareceram em programas televisivos, dentre eles, Grey's Anatomy, e CSI: Miami.

## Carreira
A dupla formada por Jody Wisternoff, e Nick Warren, teve seu primeiro contato em uma loja de discos, sendo que Nick Warren trabalhava lá. Tempos depois, iniciaram suas primeiras criações como um projeto sob os nomes "Sub-Version 3", e "Echo", mas destacando-se pela produção de remixes, que resultou em um contrato de estúdio com a Deconstruction Records.
Seu primeiro álbum homônimo, Way Out West, foi lançado em 1997, e incluiu quatro singles, sendo as faixas "Ajare", "The Gift", "Domination" e "Blue". O álbum foi um sucesso, e o duo começou a se apresentar em shows e festivais em todo o mundo. "The Gift" permanece como o single de maior sucesso do grupo, alcançando a 15ª posição no UK Singles Chart, após seu lançamento, sendo utilizado mais tarde como tema de abertura em True Life, da MTV. Desde então, eles lançaram vários álbuns e compilações, incluindo Intensify (2001), Don't Look Now (2004), We Love Machine (2009), e Tuesday Maybe (2017).
Reconhecidos entre os pioneiros da cena eletrônica no Reino Unido, influenciaram muitos artistas subsequentes. Além de suas produções musicais, o duo também é conhecido por seus sets de DJ, com participações no Glastonbury Festival, e Creamfields.

## Discografia

### Álbuns de estúdio
- Way Out West (1997)
- Intensify (2001)
- Don't Look Now (2004)
- We Love Machine (2009)
- Tuesday Maybe (2017)

### Singles
- "The Gift" (1996)
- "Domination" (1997)
- "Ajare" (1997)
- "Blue" (1998)
- "The Fall" (1999)
- "Intensify" (2001)
- "Mindcircus" (2002)
- "Don't Forget Me" (2004)
- "Anything But You" (2004)
- "Killa" (2004)
- "The Doors Are Where The Windows Should Be" (2009)
- "Future Perfect" (2009)
- "Only Love" (2009)
- "Tierra del Fuego" (2011)
- "Tuesday Maybe" (2017)